# Acraea grosvenori
Acraea grosvenori är en fjärilsart som beskrevs av Eltringham 1912. Acraea grosvenori ingår i släktet Acraea och familjen praktfjärilar. Inga underarter finns listade i Catalogue of Life.

## Bildgalleri

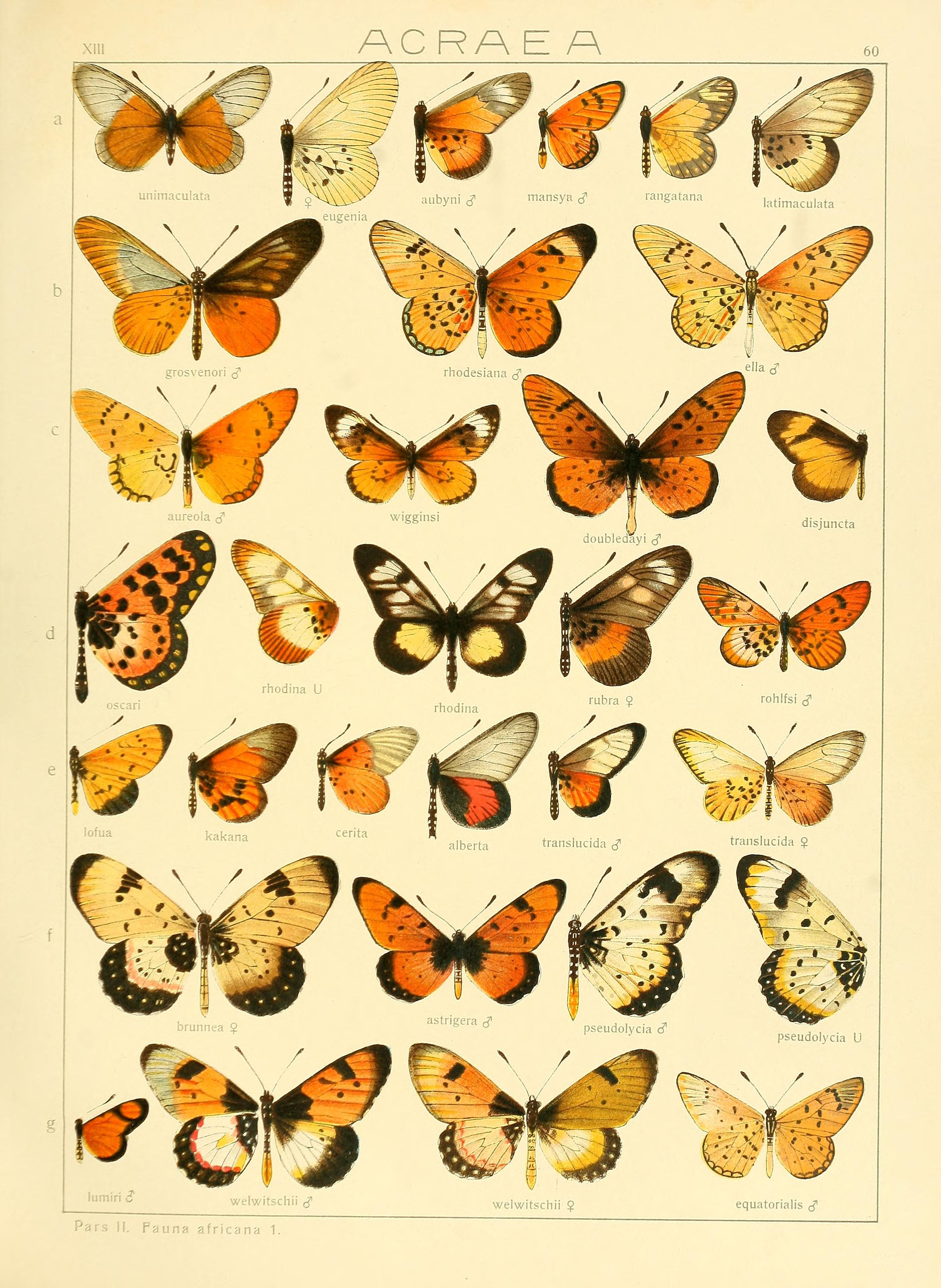
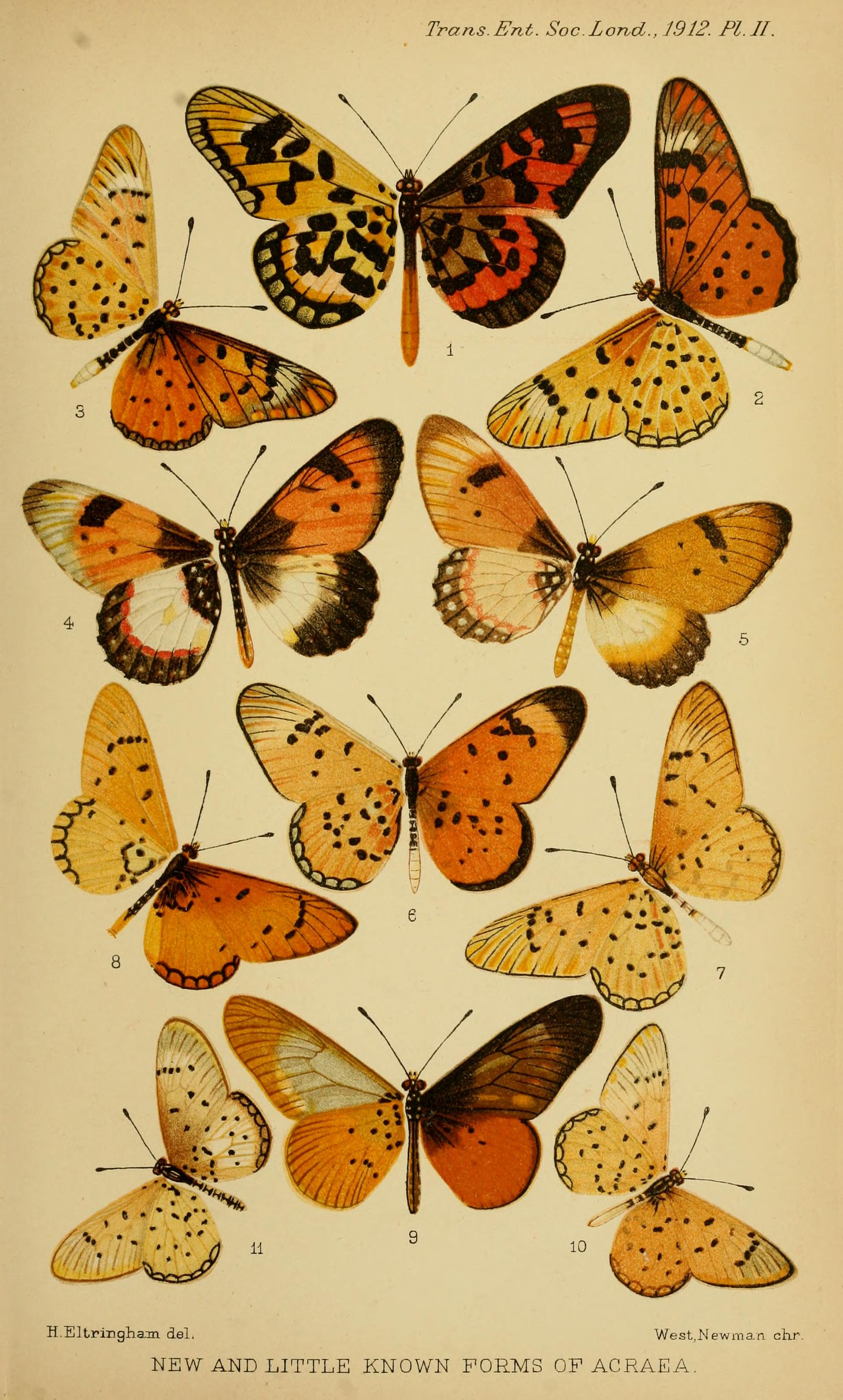